# Kleptochthonius proserpinae
Espèce
Kleptochthonius proserpinae est une espèce de pseudoscorpions de la famille des Chthoniidae.

## Distribution
Cette espèce est endémique de Virginie-Occidentale aux États-Unis. Elle se rencontre dans la grotte Pollock Cave dans le comté de Greenbrier.

## Description
La femelle holotype mesure 1,81 mm.

## Publication originale
- Muchmore, 1965 : North American cave pseudoscorpions of the genus Kleptochthonius, subgenus Chamberlinochthonius (Chelonethida, Chthoniidae). American Museum Novitates, no 2234, p. 1-27 (texte intégral).